# Phyllanthus leucosepalus
Phyllanthus leucosepalus är en emblikaväxtart som beskrevs av Jean F.Brunel. Phyllanthus leucosepalus ingår i släktet Phyllanthus och familjen emblikaväxter.
Artens utbredningsområde är Kenya. Inga underarter finns listade i Catalogue of Life.